# Milestones (The Rolling Stones)
Milestones è un album raccolta dei Rolling Stones, pubblicato in Inghilterra, post-contratto, dalla casa discografica Decca Records nel dicembre 1971.
Contiene tutti brani già editi.

## Tracce
1. Satisfaction
2. She's a Rainbow
3. Under My Thumb
4. I Just Want to Make a Love to You
5. Yesterday' Papers
6. I Wanna Be Your Man
7. Time Is On My Side
8. Get Off of My Cloud
9. Not Fade Away
10. Out of Time
11. She Said Yeah
12. Stray Cat Blues